# Wu Di
Wu Di (Wuhan, 14 de setembro de 1991) é um tenista profissional chinês, seu melhor ranking de N. 140 em simples pela ATP.

## ATP Challenger Tour
| Legenda                   |
| ------------------------- |
| ATP Challenger Tour (1–1) |

| Resultado | N. | Data            | Torneio                          | Piso | Oponente     | Placar        |
| --------- | -- | --------------- | -------------------------------- | ---- | ------------ | ------------- |
| Vice      | 1. | 30 Julho 2012   | Beijing International Challenger | Duro | Grega Žemlja | 3–6, 0–6      |
| Campeão   | 1. | 31 Janeiro 2016 | Tennis Championships of Maui     | Duro | Kyle Edmund  | 4–6, 6–3, 6–4 |